# Gülfem Hatun
Gülfem Hatun (Península balcánica, Siglo XV - Estambul, octubre o noviembre de 1562), fue una famosa dama de compañía en el harén del sultán otomano, Solimán el Magnífico.

## Origen
Leslie P. Pierce y la gran mayoría de historiadores afirman que puede haber nacido entre 1490 a 1498. Su origen es cuestionable, pero la mayoría de las fuentes están de acuerdo en que lo más probable es que fuera de origen griego u de otro origen balcánico. 
Según la leyenda más conocida (en realidad no hay evidencia de esto), Gülfem era la concubina de Solimán en Manisa, pero su hijo murió. Gülfem se convirtió en uno de los principales miembros del harén. Tal vez esto le dio un nuevo significado a su vida después de la muerte de su hijo.

## Vida
Gülfem figuraba en el registro del harén de Manisa pero no como concubina, lo más probable es que fue una administradora del harén en aquel entonces, por lo que pudo haber tenido una edad cercana a Solimán o un poco más grande que el. También, parecía haberse convertido en una persona bastante cercana al entonces príncipe Solimán (futuro Solimán el Magnífico).
Cuando Solimán asciende al trono en 1520, el harén de Manisa se traslada al Palacio Viejo en Estambul y entre ellos, Gülfem partió allá y probablemente se convirtió en una figura importante del harén y también, una de las aliadas más cercanas a Hürrem Sultan, una de las concubinas de Solimán que más tarde se casaría legalmente con el hombre. Se desconoce qué cargo pudo haber ostentado pero ya que la familia real siempre solía mencionarla en cartas y más, debe haber tenido uno importante y también debe haber sido una mujer de confianza para ellos.
Hürrem Sultan a menudo mencionaba a Gülfem en sus cartas, siempre diciendo cosas buenas sobre ella. Gülfem parece haber sido una especie de partidaria y amiga de Hürrem desde la llegada de está al harén. Este hecho hace probable que fuera una sirvienta del harén en lugar de una ex concubina del sultán. La relación entre las dos mujeres era tan buena que cuando Solimán estaba lejos de Estambul, en sus cartas Hürrem siempre enumeraba a Gülfem como la persona que le enviaba saludos además de ella y sus hijos. Esta relación íntima deja claro que Hürrem consideraba a Gülfem como una especie de hermana que puede haberla guiado en los primeros días y la ayudó a navegar por el harén, posiblemente incluso dándole consejos sobre Solimán. Constantemente mencionaba a Gülfem como su hermana y amiga, así también escribe en sus cartas que ella le ayudaba a criar a sus hijos, lo cual indica su cercanía.
De hecho, tal vez fue la propia Gülfem quien presentó a Hürrem a Ayşe Hafsa Sultan o incluso a Solimán.
De todas formas si Gülfem hubiera sido realmente madre de algún hijo del sultán, debió haber sido expulsada o casada con algún funcionario del estado, pero todo esto demuestra que nunca fue una concubina. 
Con el paso de los años y cuando ya Hürrem dirigía el harén, Solimán nombró a Gülfem tesorera y administradora del harén imperial, el segundo puesto más importante en la parte administrativa, luego del de la directora del harén. Recibió 150 aspers por día.
En 1522 encargó una fuente en Yenişehir, y en 1524 otra fuente en Manisa. En septiembre de 1542, encargó un comedor de beneficencia en Üsküdar. En marzo de 1543 estableció la base financiera para construir una mezquita con estructura de madera, ahora conocida como la "Mezquita de Gülfem Hatun", ubicada cerca del comedor. 
Según una tradición local, la mezquita estaba destinada solo al uso de mujeres, y se abrió a los hombres hace solo unas décadas. Una escuela también está presente cerca de la mezquita.
Después de la muerte de Hürrem, Gülfem parece haber tomado todo el harén y haberlo dirigido, siendo ayudada por la hija de Solimán, Mihrimah Sultan. También se convirtió en la persona más cercana y constantemente lo ayudaba e intentaba ayudarle a superar su muerte, incluso el embajador veneciano de la época escribió que a menudo se los podía ver en el jardín del palacio hablando, aunque su rostro siempre estaba cerrado, pero un guardia le terminó informando quién era ella.

## Muerte
Según una famosa leyenda en el año 1561 o 1562, Gülfem sobornó o pidió dinero a una criada con la finalidad de dejarla acostarse en la cama de Solimán, para poder terminar su mezquita, que sería construida para orar por las campañas de Solimán. La criada difamó a Gülfem ante Solimán y él se enfadó con Gülfem y ordenó su ejecución.
Luego Solimán habría sabido porque había hecho eso y mandó terminar la mezquita llamándola  "Mezquita de Gülfem Hatun", además la enterró con todos los privilegios.
Sin embargo, esta versión dramática de su muerte es cuestionada por todos los historiadores y considerada una simple leyenda. Según el embajador veneciano en 1562, Gülfem rondaba más allá de los 60 años y se había convertido en una mujer enfermiza. El embajador informó que murió de una enfermedad y fue velada en una gran ceremonia, antes de ser enterrada como una mártir. 
Si Gülfem hubiera traicionado al sultán, al ser ejecutada hubiera sido enterrada sin honor y sin siquiera ser recordada. Aparte los mismos embajadores mencionan que Solimán también quedó profundamente afectado por la muerte de su amiga más cercana, lo que demuestra que fue una falsa leyenda.

## En la cultura popular
En la miniserie de televisión turca de 2003, Hürrem Sultan, Gülfem Hatun fue interpretada por la actriz turca Yasemin Kozanoğlu. 
En la serie de televisión de ficción histórica turca Muhteşem Yüzyıl, 2011-2014, Gülfem fue interpretada por la actriz turca Selen Özturk. Aquí Gülfem es representada como una ex concubina de Solimán y mejor amiga de Hatice Sultan, lo cual es completamente erróneo a quien fue ella realmente.